# Merosargus albifacies
Merosargus albifacies är en tvåvingeart som beskrevs av James 1941. Merosargus albifacies ingår i släktet Merosargus och familjen vapenflugor. Inga underarter finns listade i Catalogue of Life.